# Réserve naturelle du lac de Burano
Le réserve naturelle du lac de Burano (en italien, Riserva naturale Lago di Burano) est une réserve naturelle italienne située dans la municipalité de Capalbio, dans la province de Grosseto en Toscane.

## Territoire
La réserve domaniale a été créée en 1980 et confiée à la gestion du WWF d'Italie de cet oasis. La réserve naturelle du lac de Burano est entièrement incluse dans la zone humide d'importance internationale (Convention de Ramsar Lago di Burano) créée en 1976 et qui s'étend sur 410 hectares.
La réserve est également complètement incluse dans la zone importante pour la conservation des oiseaux et la biodiversité (Aera IBA193 Argentario, la lagune d'Orbetello et le lac de Burano).

### Faune
Parmi les nombreuses espèces d'oiseaux aquatiques qui sont sédentaires, ou qui s'arrêtent dans le lac pour une courte durée, lors des migrations, on trouve le flamant rose, les cormorans, les hérons, la foulque macroule, le fuligule morillon, le fuligule milouin, le canard colvert et le canard souchet (symbole de l'Oasis WWF), le râle d'eau et le martin-pêcheur d'Europe. Parmi les oiseaux de proie, on trouve le busard des roseaux et le balbuzard pêcheur.
Dans la dune du lac on trouve les espèces d'oiseaux nicheurs les plus intéressantes comme le pluvier à collier interrompu et l'alouette calandrelle. Parmi les amphibiens on trouve le sonneur à ventre jaune, une espèce endémique de l'Italie péninsulaire, et le triturus carnifex. Parmi les invertébrés, c'est le lépidoptère Euplagia quadripunctaria.
La dune est également fréquentée par des mammifères comme les porcs-épics , les renards et les sangliers, difficiles à repérer mais dont les empreintes dans le sable sont faciles à voir. Parmi les reptiles : la tortue d'Hermann  et la couleuvre à quatre raies.

### Flore
La végétation de la dune est composée à la fois d'arbres comme le chêne vert et le chêne-liège, et de plantes buissonnantes comme le genévrier cade, le genévrier de Phénicie et le myrte, avec la présence de salsepareille d'Europe et des asperges sauvages. L'importante végétation pionnière de la plage bénéficie d'une protection adéquate, étant donné que les opérations de nettoyage sont effectuées sans l'utilisation de moyens mécaniques et en laissant la matière organique échouée (également essentielle à la survie de nombreuses espèces de coléoptères et autres invertébrés).
Pour le phytocenensis, il convient de mentionner les crucianelleti des dunes de Burano. Juniperus macrocarpa bosquets de genévriers dans les dunes de Burano. Populations floristiques typiques des habitats dunaires et d'arrière-dune.

### Sources
- (it) Cet article est partiellement ou en totalité issu de l’article de Wikipédia en italien intitulé « Riserva naturale Lago di Burano » (voir la liste des auteurs).